# Grupo 3 de la Clasificación de UEFA para la Copa Mundial de Fútbol de 1958
El Grupo 3 de la Clasificación de UEFA para la Copa Mundial de Fútbol de 1958 contó con la participación de Bulgaria, Hungría y Noruega; los cuales se enfrentaron todos contra todos a visita recíproca por una de las 9.5 plazas de UEFA para la Copa Mundial de Fútbol de 1958 a celebrarse en Suecia.

## Posiciones
| Pos. | Equipo   | Pts. | PJ | G | E | P | GF | GC | Dif. | Clasificación             |
| ---- | -------- | ---- | -- | - | - | - | -- | -- | ---- | ------------------------- |
| 1    | Hungría  | 9    | 4  | 3 | 0 | 1 | 12 | 4  | +8   | Clasificado a Suecia 1958 |
| 2    | Bulgaria | 6    | 4  | 2 | 0 | 2 | 11 | 7  | +4   |                           |
| 3    | Noruega  | 3    | 4  | 1 | 0 | 3 | 3  | 15 | −12  |                           |

 Fuente: FIFA

## Resultados
| 22-5-1957 | Noruega    | 1 – 2   | Bulgaria            | Ullevaal, Oslo                                       |                                                      |
|           | Hennum 47' | Reporte | G. Dimitrov 38' 75' | Asistencia: 27 542 espectadores Árbitro(s): Lindberg | Asistencia: 27 542 espectadores Árbitro(s): Lindberg |

| 12-6-1957 | Noruega                         | 2 – 1   | Hungría   | Ullevaal, Oslo                                    |                                                   |
|           | Hennum 10' · K. Kristiansen 78' | Reporte | Tichy 43' | Asistencia: 25 724 espectadores Árbitro(s): Helge | Asistencia: 25 724 espectadores Árbitro(s): Helge |

| 23-6-1957 | Hungría                        | 4 – 1   | Bulgaria  | Nepstadion, Budapest                               |                                                    |
|           | Machos 5' 14' 30' · Bozsik 52' | Reporte | Kolev 69' | Asistencia: 60 000 espectadores Árbitro(s): Guigue | Asistencia: 60 000 espectadores Árbitro(s): Guigue |

| 15-9-1957 | Bulgaria | 1 – 2   | Hungría          | Vasil Levski, Sofia                                  |                                                      |
|           | Diev 43' | Reporte | Hidegkuti 2' 34' | Asistencia: 50 000 espectadores Árbitro(s): Bernardi | Asistencia: 50 000 espectadores Árbitro(s): Bernardi |

| 3-11-1957 | Bulgaria                                                        | 7 – 0   | Noruega | Vasil Levski, Sofia                               |                                                   |
|           | Iliev 6' 60' 74' · Panayotov 29' 32' · Yanev 59' · Debarski 77' | Reporte |         | Asistencia: 22 120 espectadores Árbitro(s): Macko | Asistencia: 22 120 espectadores Árbitro(s): Macko |

| 10-11-1957 | Hungría                                                      | 5 – 0   | Noruega | Nepstadion, Budapest                              |                                                   |
|            | Sándor 12' · Csordás 20' 71' · Machos 69' · Falch 74' (a.g.) | Reporte |         | Asistencia: 91 000 espectadores Árbitro(s): Dusch | Asistencia: 91 000 espectadores Árbitro(s): Dusch |